# Zorabana maculata
Zorabana maculata är en insektsart som beskrevs av Van Stalle 1984. Zorabana maculata ingår i släktet Zorabana och familjen Derbidae. Inga underarter finns listade i Catalogue of Life.